# Macropyxis sapeloensis
Macropyxis sapeloensis är en kräftdjursart som först beskrevs av John Darby 1965.  Macropyxis sapeloensis ingår i släktet Macropyxis och familjen Macrocyprididae. Inga underarter finns listade i Catalogue of Life.